# Desalma
Desalma é uma série de televisão de drama e suspense sobrenatural, que estreou no Globoplay em 22 de outubro de 2020.
A série foi exibida no Festival Internacional de Cinema de Berlim, onde foi aclamada por sua história e por sua fotografia pelos espectadores e por diversos especialistas em cinema. A produção nacional será exibida internacionalmente através da distribuição pela Sony Pictures Television em uma das parcerias com o Grupo Globo. Criada e escrita por Ana Paula Maia, conta com a direção de João Paulo Jabur e Pablo Müller e sob a direção geral e Carlos Manga Jr.

## Produção
Estava originalmente programada para ser lançada em abril de 2020, porém devido à pandemia de coronavírus, o lançamento foi adiado para junho, sendo adiado novamente. O lançamento foi marcado novamente, agora marcado para ocorrer em 22 de outubro.
Durante 30 dias, as filmagens da primeira temporada de Desalma ocorreram na região serrana do Rio Grande do Sul, com o uso de mais de 36 conjuntos sendo, os principais cenários, uma área de 300.000 metros quadrados na cidade de São Francisco de Paula e também fazendo uso do maior conjunto arquitetônico tombado pelo IPHAN, referente à colonização italiana, no município de Antônio Prado. Ainda, foram gravadas cenas por seis semanas em Santa Catarina e no Paraná. Rio de Janeiro e Teresópolis também serviram como plano de fundo para as gravações da série, que duraram nove meses ao todo.
As filmagens da segunda temporada iniciaram no final de janeiro de 2021.
Em 08 de fevereiro de 2023 foi anunciado que a série foi cancelada e não terá uma terceira temporada.

## Exibição
A primeira temporada foi lançada em 22 de outubro de 2020 como uma produção Original Globoplay.
Foi exibida na TV Globo de 25 até 29 de outubro de 2021, em 5 episódios duplos nas madrugadas de segunda a sexta, dentro do Corujão.
Em 28 de abril de 2022 a série estreou sua segunda temporada pelo Globoplay.

## Enredo
A história começa com o desaparecimento da jovem Halyna (Anna Melo) em 1988, na cidade fictícia de Brígida, no interior do Sul do Brasil, fundada por imigrantes ucranianos. Na época do desaparecimento, a cidade celebrava Ivana-Kupala, uma festa com origens pagãs e ligada a ritos de fertilidade que foi incorporada mais tarde no calendário dos cristãos ortodoxos, e na verdade é realizada na virada de 6 a 7 de julho. A tragédia fez com que a festa fosse banida do calendário da cidade, e trinta anos depois, quando a tradição é retomada, eventos misteriosos acontecem novamente. Três mulheres são marcadas por transformações e perdas, algumas delas irreparáveis. Rituais de bruxaria são capazes de reverter até mesmo a morte. Às vésperas da noite mais escura do ano, quando almas das trevas têm o poder de caminhar sobre o mundo dos vivos, a floresta parece atrair os ingênuos para seu interior frio, de árvores altas, onde eventos sobrenaturais assombram os integrantes das famílias envolvidas na tragédia do passado.

## Elenco
| Cláudia Abreu       | Ignes Skavronski Burko         | Principal    | Principal |
| Cássia Kis          | Haia Lachovicz                 | Principal    | Principal |
| Maria Ribeiro       | Giovana Skavronski             | Principal    | Principal |
| Nikolas Antunes     | Roman Skavronski               | Principal    | Principal |
| Bruce Gomlevsky     | Ivan Burko                     | Principal    | Principal |
| Ismael Caneppele    | Boris Burko                    | Principal    | Principal |
| Camila Botelho      | Melissa Skavronski             | Principal    | Principal |
| Giovanni de Lorenzi | Maksym Burko                   | Principal    | Principal |
| Nathália Falcão     | Iryna Burko                    | Principal    | Principal |
| Isabel Teixeira     | Anele Burko                    | Principal    | Principal |
| Anna Melo           | Halyna Lachovicz               | Principal    | Principal |
| Gabriel Muglia      | Pavlo Lachovicz                | Principal    | Principal |
| João Pedro Azevedo  | Anatoli Skavronski Burko       | Principal    | Principal |
| Juliah Mello        | Emily Skavronski               | Principal    | Principal |
| Sabrina Greve       | Elena Kohut                    | Principal    | Principal |
| Rafael Sieg         | Igor Machula                   | Principal    | Principal |
| Nathália Garcia     | Oksana                         | Principal    | TDA       |
| Lucas Lentini       | Iuri                           | Principal    | TDA       |
| Evandro Soldatelli  | Vladimir                       | Principal    | TDA       |
| André Frateschi     | Aleksey Skavronski             | Participação | TDA       |
| Nicolas Vargas      | Aleksey Skavronski (jovem)     | Participação | TDA       |
| Valentina Ghiorzi   | Ignes Skavronski Burko (jovem) | Participação | TDA       |
| Eduardo Borelli     | Roman Skavronski (jovem)       | Participação | TDA       |
| Lucas Soares        | Boris Burko (jovem)            | Participação | TDA       |
| Giovanni Gallo      | Ivan Burko (jovem)             | Participação | TDA       |
| Giovanna Figueiredo | Alene Burko (jovem)            | Participação | TDA       |
| Bela Leindecker     | Natasha                        | Participação | TDA       |
| Alexandra Richter   | Irmã Anninka                   | Participação |           |
| Jonas Bloch         | Padre Andreiv Kozel            | Participação | TDA       |
| Luciano Chirolli    | Viktor Skavronski              | Participação | TDA       |
| Henrique Taxman     | Olek Skavronski                | Participação | TDA       |
| Susanna Kruger      | Mira Skavronski                | Participação | TDA       |
| Adriana Rabello     | Catarina Skavronski            | Participação | TDA       |

## Episódios
| Temporada | Temporada | Episódios | Episódios | Originalmente lançado |
| --------- | --------- | --------- | --------- | --------------------- |
|           | 1         | 10        | 10        | 22 de outubro de 2020 |
|           | 2         | 10        | 10        | 28 de abril de 2022   |

### Temporada 1 (2020)
| N.º na série | N.º na temp. | Título         | Dirigido por | Escrito por | Exibição original     |
| --- | ------------ | -------------- | ------------ | ----------- | --------------------- |
| 1 | 1            | "Roman"        | ASA          | ASA         | 22 de outubro de 2020 |
| Após morte de Roman, Giovana se muda com as filhas para Brígida, onde fatos estranhos assustam moradores da cidade, especialmente Ignes. Haia inicia um ritual de bruxaria.                                                |              |                |              |             |                       |
| 2 | 2            | "Fôlego"       | ASA          | ASA         | 22 de outubro de 2020 |
| Haia sabe de Ivana Kupala e Anatoli tem conduta estranha. Flashback revela romance de Roman e Halyna. Melissa aprende sobre Mavkas.                                                                                        |              |                |              |             |                       |
| 3 | 3            | "Submersos"    | ASA          | ASA         | 22 de outubro de 2020 |
| Anatoli diz a Emily que Roman está presente. Flashback mostra interesse de Aleksey em Halyna. No presente, Anatoli escuta os mesmos sussurros que Haia e ela se surpreende.                                                |              |                |              |             |                       |
| 4 | 4            | "Inocentes"    | ASA          | ASA         | 22 de outubro de 2020 |
| Anele conta segredo a Ignes. Um sussurro atrai Emily para a floresta e Pavlo pergunta para Haia o que ela guarda no porão.                                                                                                 |              |                |              |             |                       |
| 5 | 5            | "Tradições"    | ASA          | ASA         | 22 de outubro de 2020 |
| Anatoli volta a assustar Ignes. Roman, Aleksey, Boris e Ivan assistem ao ritual das bruxas. No presente, Ignes revela a Giovana que Brígida tem um lado sombrio.                                                           |              |                |              |             |                       |
| 6 | 6            | "Revelações"   | ASA          | ASA         | 22 de outubro de 2020 |
| Ignes desabafa com a psiquiatra. Emily enxerga o pai no reflexo de Anatoli na água. Ignes busca ajuda do padre. Iryna toma um susto ao nadar no lago e quase se afoga. Anele conta a verdade a Ignes, que confronta Bóris. |              |                |              |             |                       |
| 7 | 7            | "Halyna"       | ASA          | ASA         | 22 de outubro de 2020 |
| Halyna descobre o segredo de Roman. Halyna escorrega na cachoeira e bate com a cabeça. No presente, Melissa olha o espelho e vê a imagem de uma menina. Pavlo vai ao porão de Haia.                                        |              |                |              |             |                       |
| 8 | 8            | "Ivana Kupala" | ASA          | ASA         | 22 de outubro de 2020 |
| Haia conta para Giovana o que Roman fez em Brígida antes de morrer. Anatoli apresenta os mesmos sintomas de Roman. Bóris conta a verdade a Ivan. Na Ivana Kupala, Emily some.                                              |              |                |              |             |                       |
| 9 | 9            | "O retorno"    | ASA          | ASA         | 22 de outubro de 2020 |
| A busca por Emily mobiliza a comunidade e Anatoli corre risco de vida. Roman chantageia Aleksey. Ignes pede ajuda de Haia para salvar o filho.                                                                             |              |                |              |             |                       |
| 10 | 10           | "Desalma"      | ASA          | ASA         | 22 de outubro de 2020 |
| Jovens encontram algo macabro na floresta. Pavlo escuta conversa de Boris e Ivan. Na busca pela irmã, Melissa escuta sussurros e some na floresta. Ignes tenta manobra arriscada para salvar a vida de Anatoli.            |              |                |              |             |                       |

## Prêmios e indicações
| Ano  | Prêmio                      | Categoria                                  | Nomeação                                         | Resultado | Ref.          |
| ---- | --------------------------- | ------------------------------------------ | ------------------------------------------------ | --------- | ------------- |
| 2020 | Prêmio APCA de Televisão    | Dramaturgia                                | Ana Paula Maia                                   | Indicada  | [ 23 ] [ 24 ] |
| 2020 | Prêmio F5                   | Melhor Série Dramática                     | Melhor Série Dramática                           | Indicado  | [ 25 ]        |
| 2020 | Prêmio F5                   | Melhor Atriz em Série Dramática            | Cássia Kiss                                      | Indicado  | [ 25 ]        |
| 2020 | Prêmio The Brazilian Critic | Melhor Série de Drama                      | Melhor Série de Drama                            | Indicado  | [ 26 ]        |
| 2020 | Prêmio The Brazilian Critic | Melhor Direção em Série de Drama           | João Paulo Jabur, Pablo Müller e Carlos Manga Jr | Indicado  | [ 26 ]        |
| 2020 | Prêmio The Brazilian Critic | Melhor Atriz em Série de Drama             | Cássia Kiss                                      | Indicado  | [ 26 ]        |
| 2020 | Prêmio The Brazilian Critic | Melhor Atriz Coadjuvante em Série de Drama | Cláudia Abreu                                    | Indicado  | [ 26 ]        |
| 2020 | Prêmio The Brazilian Critic | Melhor Roteiro em Série de Drama           | Ana Paula Maia                                   | Indicado  | [ 26 ]        |
| 2020 | Prêmio The Brazilian Critic | Melhor Fotografia                          | —                                                | Indicado  | [ 26 ]        |
| 2020 | Prêmio The Brazilian Critic | Melhor Figurino e Maquiagem                | Jean Dinucci                                     | Indicado  | [ 26 ]        |
| 2021 | Séries em Cena Awards       | Melhor Série Nacional                      | Melhor Série Nacional                            | Indicado  | [ 27 ]        |
| 2021 | Séries em Cena Awards       | Melhor Série de Suspense/ Mistério         | Melhor Série de Suspense/ Mistério               | Indicado  | [ 27 ]        |
| 2021 | Séries em Cena Awards       | Melhor Atriz em Série Nacional             | Cássia Kiss                                      | Indicado  | [ 27 ]        |
| 2021 | Séries em Cena Awards       | Melhor Ator em Série Nacional              | Giovanni de Lorenzi                              | Indicado  | [ 27 ]        |
| 2021 | Séries em Cena Awards       | Melhor Ator em Série Nacional              | Gabriel Muglia                                   | Indicado  | [ 27 ]        |
| 2021 | Séries em Cena Awards       | Melhor Atriz em Série de Suspense          | Cláudia Abreu                                    | Indicado  | [ 27 ]        |